# Fryderyk za najlepszą oprawę graficzną
Fryderyk za najlepszą oprawę graficzną – polska nagroda muzyczna Fryderyk, przyznawana corocznie w latach 2006–2012 i w 2019 w sekcji muzyki rozrywkowej w kategorii najlepsza oprawa graficzna, honorująca oprawę graficzną albumu. W roku 2006 honorowała tylko wykonawców, w latach 2007–2012 wykonawców i autorów opraw graficznych, zaś w 2019 tylko autorów opraw graficznych. Fryderyki są przyznawane od 1995 przez Związek Producentów Audio-Video (ZPAV) za osiągnięcia w rodzimym przemyśle muzycznym. Od 2000 za wyłanianie nominowanych, a następnie laureatów odpowiedzialna jest powołana przez ZPAV Akademia Fonograficzna.
Kategoria została wprowadzona podczas 12. edycji, Fryderyków 2005. W edycji 2013 została wycofana w związku ze zmniejszeniem liczby kategorii. Powróciła jednorazowo w edycji 2019, gdy regulamin sprecyzował, że nominację otrzymują tylko autorzy opraw graficznych, a nie wykonawcy. Nazywała się:
- wydawnictwo specjalne – najlepsza oprawa graficzna w edycjach od 2005 do 2010,
- najlepsza oprawa graficzna albumu w edycjach 2011 i 2012,
- najlepsza oprawa graficzna w edycji 2019.

Najwięcej nominacji w kategorii (po 6) otrzymali Katarzyna Nosowska i Macio Moretti. Najwięcej nagród (4) zdobyła Katarzyna Nosowska. Hey wygrał 3 nagrody, zaś Macio Moretti 2.

## Laureaci i nominowani
| Rok  | Nagrodzony album                         | Nagrodzeni wykonawcy | Nagrodzeni autorzy oprawy graficznej | Pozostałe nominacje | Źr.    |
| ---- | ---------------------------------------- | -------------------- | ------------------------------------ | --- | ------ |
| 2005 | Echosystem                               | Hey                  | —                                    | - A.E.I.O.U. – Sistars - Anthology 1974–2004 – SBB - Miasto mania – Maria Peszek - Music Hal – Zakopower | [ 5 ]  |

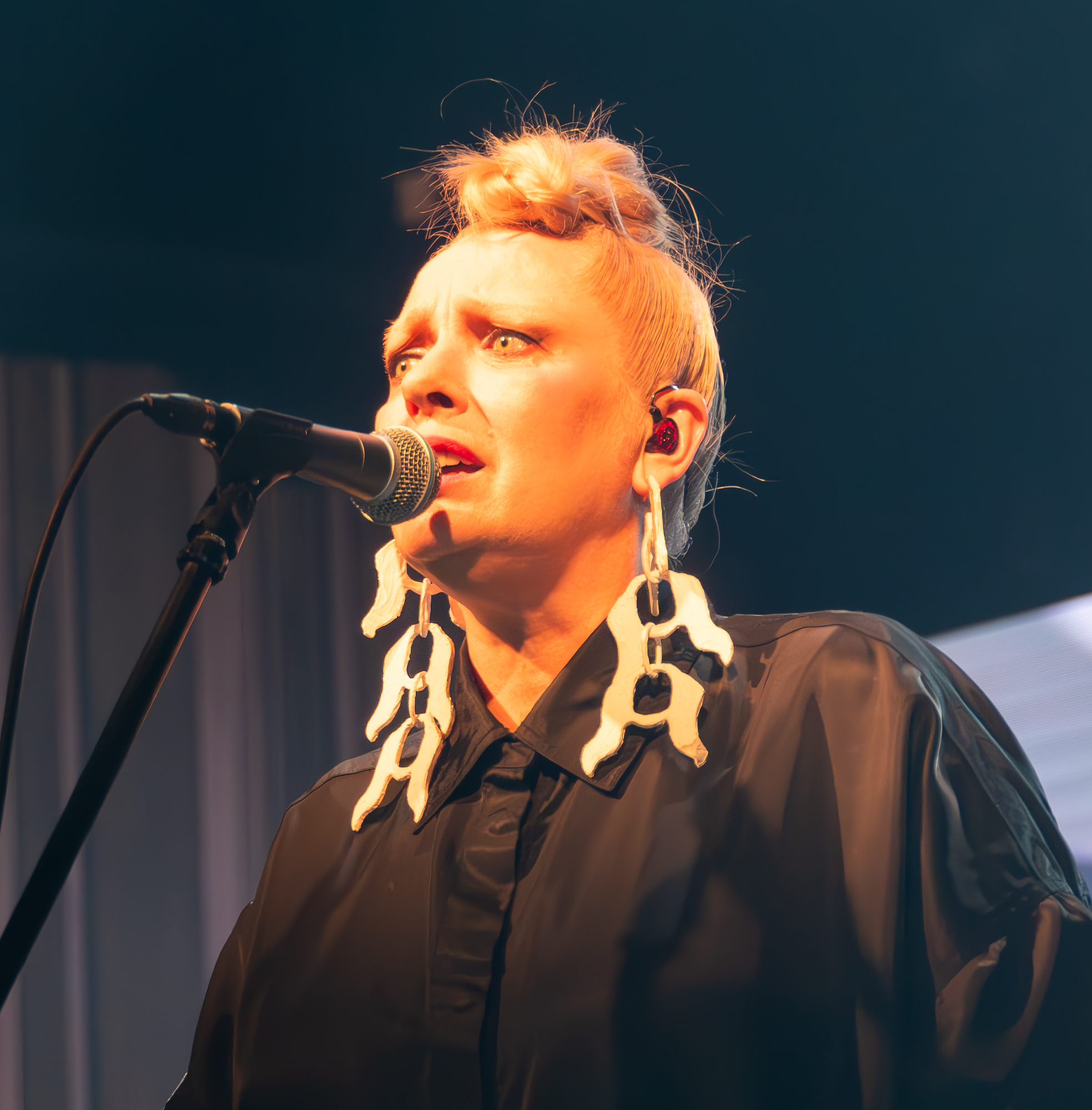
Katarzyna Nosowska, rekordowa czterokrotna laureatka (z Hey w 2005, 2008 i 2010, jako solistka w 2012), rekordowo sześciokrotnie nominowana

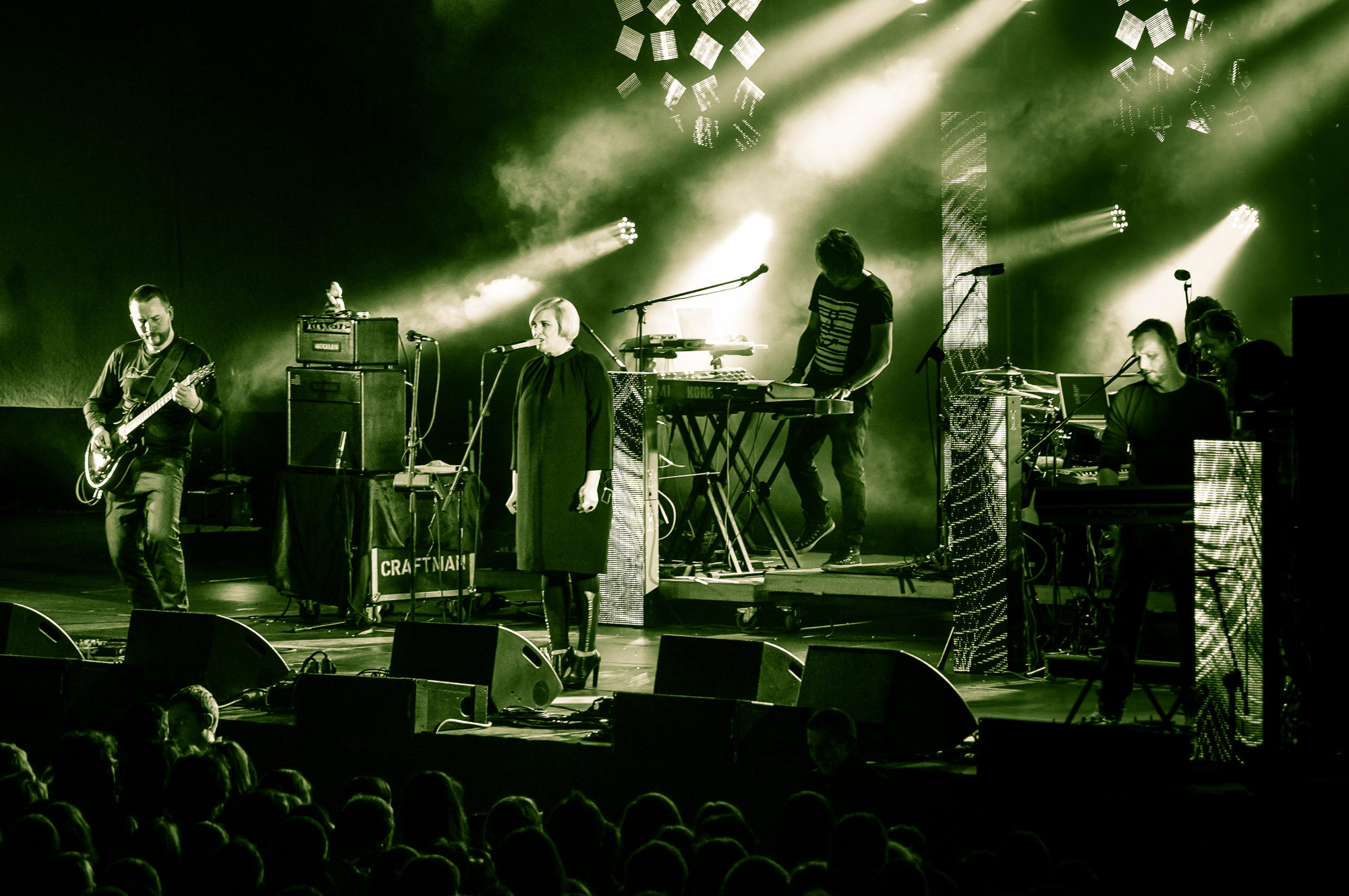
Hey, trzykrotni laureaci i trzykrotnie nominowani (w 2005, 2008 i 2010)

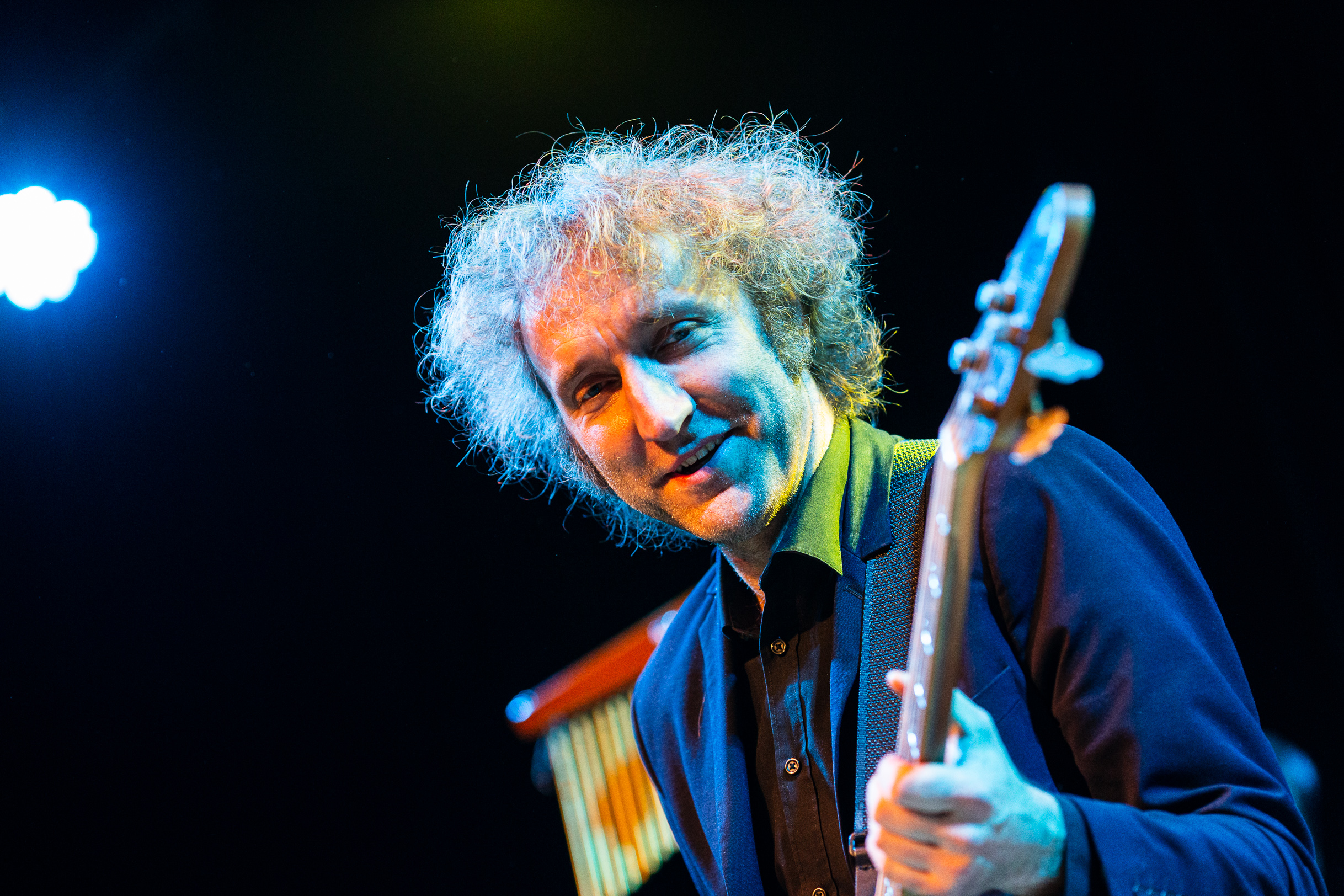
Macio Moretti, dwukrotny laureat (w 2010 i 2012), rekordowo sześciokrotnie nominowany

| 2006 | 3                                        | Smolik               | Anna Głuszko Piotr Karpiński         | - All the Stories – Anita Lipnicka i John Porter - projekt graficzny: Krzysztof Ostrowski - Cantigas de Santa Maria – Maciej Maleńczuk i Consort - projekt graficzny: Eva Maleńczuk i Szymon Seweryn - Magnes – Special Edition – Reni Jusis - projekt graficzny: Pink Pong Records - Suplement – Jacek Kaczmarski - projekt graficzny: Paweł Wroniszewski – Megafon | [ 6 ]  |
| 2008 | MTV Unplugged                            | Hey                  | Piotr Bujnowski                      | - Bloo – Lipali - projekt graficzny: Kacper Rachtan - Młynarski – Raz, Dwa, Trzy - projekt graficzny: Damian Styrna - Tischner – Trebunie-Tutki i Voo Voo-nootki - projekt graficzny: Krzysztof Kokoryn i Wojciech Kliczka - UniSexBlues – Nosowska - projekt graficzny: Macio Moretti                                                                               | [ 7 ]  |
| 2009 | Tesla                                    | Silver Rocket        | Mariusz Szypura Grzegorz Domaradzki  | - Hipertrofia – Coma - projekt graficzny: Rafał Matuszak - Maria Awaria – Maria Peszek - projekt graficzny: Edek - Osiecka – Nosowska - projekt graficzny: Macio Moretti - W spodniach czy w sukience? – Ania Dąbrowska - projekt graficzny: Macio Moretti | [ 8 ]  |
| 2010 | Miłość! Uwaga! Ratunku! Pomocy!          | Hey                  | Macio Moretti                        | - Ano – BiFF - projekt graficzny: Marcin Szymkowiak i Dominik Bułka - Aurum – Closterkeller - projekt graficzny: Albert Bonarski - Evangelion – Behemoth - projekt graficzny: Tomasz Daniłowicz - Skała – Kayah - projekt graficzny: Marek Mielnicki | [ 9 ]  |
| 2011 | Fishdick Zwei – The Dick Is Rising Again | Acid Drinkers        | Bartosz Zieliński Łukasz Pach        | - CoMix – Natalia Kukulska i Michał Dąbrówka - projekt graficzny: Adam Żebrowski - Granda – Brodka - projekt graficzny: Monika Brodka, Bartek Arobal i Krzysztof Grabowski - Pop – Czesław Śpiewa - projekt graficzny: Monika Kuczyniecka, Mariusz Mrotek, Andrzej Grabowski i Maciej Grabowski - NO! NO! NO! – NO! NO! NO! - projekt graficzny: Trust i Bart        | [ 10 ] |
| 2012 | 8                                        | Nosowska             | Macio Moretti                        | - Czesław Śpiewa Miłosza – Czesław Śpiewa - projekt graficzny: Mariusz Kaczmarek - Pin-up Princess – Katarzyna Groniec - projekt graficzny: Paweł Wroniszewski - Renesoul – Pinnawela - projekt graficzny: Artur Dobrowolski i Paulina Przybysz - Zwierzę bez nogi – Fisz i Emade - projekt graficzny: Michael Velliquette i Marcin Szymkowiak                       | [ 11 ] |
| 2019 | Małomiasteczkowy (Dawid Podsiadło)       | —                    | Bartłomiej Walczuk                   | - AYA (Kasia Kowalska) – Tomek Kudlak - Basta (Nosowska) – Macio Moretti - miXtura (Lanberry) – Angelika Bujak - Raj (The Dumplings) – Mariusz Mrotek (autor oprawy graficznej) i Daniel Jaroszek (fotografia) | [ 12 ] |

## Statystyki
| Liczba | Osoba/zespół       | Lata                   |
| ------ | ------------------ | ---------------------- |
| 4      | Katarzyna Nosowska | 2005, 2008, 2010, 2012 |
| 3      | Hey                | 2005, 2008, 2010       |
| 2      | Macio Moretti      | 2010, 2012             |

| Liczba | Osoba/zespół       | Lata                              |
| ------ | ------------------ | --------------------------------- |
| 6      | Katarzyna Nosowska | 2005, 2008 (×2), 2009, 2010, 2012 |
| 6      | Macio Moretti      | 2008, 2009 (×2), 2010, 2012, 2019 |
| 3      | Hey                | 2005, 2008, 2010                  |